# The Terror, Live
The Terror, Live (hangeul: 더 테러 라이브; RR: Deo taereo ra-ibeu) è un film sudcoreano del 2013 diretto da Kim Byung-woo.

## Trama
Il conduttore radiofonico Yoon Young-hwa riceve la telefonata di un ascoltatore che minaccia di far esplodere il ponte Mapo sul fiume Han, nella città di Seul. Poco dopo, la minaccia si realizza e il conduttore Yoon decide di intervistare in diretta il terrorista. Il terrorista si rivelerà essere il figlio di un operaio morto durante la costruzione del suddetto ponte, nell'indifferenza del governo coreano, committente della costruzione del ponte stesso. Il terrorista decide di commettere il suo folle gesto per ottenere le scuse del governo per la morte del padre e di altri due operai periti nello stesso incidente. Il presidente del governo non fa le scuse ufficiali, come richiesto dal terrorista e, di conseguenza, la vicenda avrà un epilogo catastrofico.

## Distribuzione
In Italia è stato trasmesso su Rai 4 il 10 agosto 2015 e il 14 gennaio 2018.

### Edizione italiana
La direzione del doppiaggio di The Terror, Live è stata eseguita da Valeria Vidali, assistita da Veronica De Biase e su dialoghi di Roberto Settimj a Roma, presso C.T.A. - Cine Tele Audio. I fonici di doppiaggio e missaggio sono rispettivamente Federico Dottori e Mauro Lopez.

## Riconoscimenti
- 2013 – Blue Dragon Film Awards
  - Miglior regista esordiente a Kim Byung-woo
  - Nomination Miglior sceneggiatura a Kim Byung-woo
  - Nomination Miglior attore a Ha Jung-woo
- 2013 – Cinemanila International Film Festival
  - Nomination Miglior regia a Kim Byung-woo
- 2013 – Korean Association Of Film Critics Awards
  - Film più popolare dell'anno
- 2013 – Busan Film Critics Association (BCFA)
  - Miglior regia a Kim Byung-woo
  - Miglior attore a Ha Jung-woo
- 2014 – Chunsa Film Art Awards
  - Nomination Premio tecnico a Kim Si-Yong
- 2014 – Baeksang Arts Awards
  - Nomination Miglior sceneggiatura a Kim Byung-woo
  - Nomination Miglior attore a Ha Jung-woo
  - Nomination Miglior regista a Kim Byung-woo
  - Nomination Miglior film a Kim Byung-woo
- 2014 – Golden Cinema Festival
  - Gran premio per la recitazione a Ha Jung-woo
- 2014 – KOFRA Film Awards
  - Miglior film a Kim Byung-woo